# آورا (رود)
آورا رودی است به  Sinn  می‌ریزد. این رود از کشور آلمان می‌گذرد.